# Mot alla vindar
Mot alla vindar (engelska: Against the Wind) är en australisk TV-serie i 13 avsnitt från 1978. 
I huvudrollerna ses Mary Larkin och Jon English. Serien visades i Sverige första gången 1980 och har repriserats ett par gånger i SVT och TV4. Både serien och ledmotivet blev mycket populära i Sverige. Ledmotivet skrevs av en av huvudrollsinnehavarna, Jon English, tillsammans med Mario Millo.
Serien utspelar sig i Irland och Australien på 1800-talet och handlar om straffångarna Mary Mulvane och Jonathan Garretts liv i det nya Australien. 

## Bakgrund
Serien utspelas i Australien under 1790-talet. Michael Connor leder det Irländska upproret 1798. Efter att han skjutits till döds deporteras hans trolovade Mary Mulvane till Australien i sju år, där hon – trots att hon svurit att återvända – startar ett nytt liv med engelsmannen Jonathan Garrett.

## Rollista i urval
- Mary Larkin - Mary Garrett
- Kerry McGuire - Polly McNamara
- Jon English - Jonathan Garrett
- Warwick Sims - Ensign Maurice Greville
- Frank Gallacher - Will Price
- Frederick Parslow - Kapten Charles Wiltshire
- Gerard Kennedy - Dinny O'Byrne
- Hu Pryce - Jonas Pike
- Lynn Rainbow - Mrs. Louisa Wiltshire
- Charles Gilroy -  Amos
- Don Barker - Kapten Abbott
- Don Barkham - Major Johnston
- Frank Hamilton - Egan
- David Cameron - Liam Johnston
- Tim Elliott - Kapten Dennott
- Stewart Faichney - Mr. Ricketts
- Norman Hodges - Sentry Bates
- Roger Oakley - Fader Dixon
- Rod Mullinar - John Macarthur
- Bryan Brown - Michael Connor
- Jennifer Claire -Mrs. Connor
- Roslyn De Winter - Mrs. Mulvane
- Anna Griffin - Elly Mulvane
- Peter Gwynne - Francis Mulvane
- Sarah Lambert - Elizabeth Wiltshire
- David Ravenswood - Samuel Marsden
- Bill Saly - Seamus Mulvane
- Jeremy Shadlow - Edward Wiltshire
- Bryn Lee Stokes - Dinny Garrett
- Vincent Ball - Guvernör Macquarie
- Damen Pascoe - Dinny Garrett
- Anne-Louise Lambert - Miss Stodart

### Fotnoter
1. 1 2 3  hämtat från: engelskspråkiga Wikipedia.[källa från Wikidata]
2. ↑  'Against the Wind' for US (på engelska), The Canberra Times, 25 oktober 1978, läs online.[källa från Wikidata]